# 카터 로이

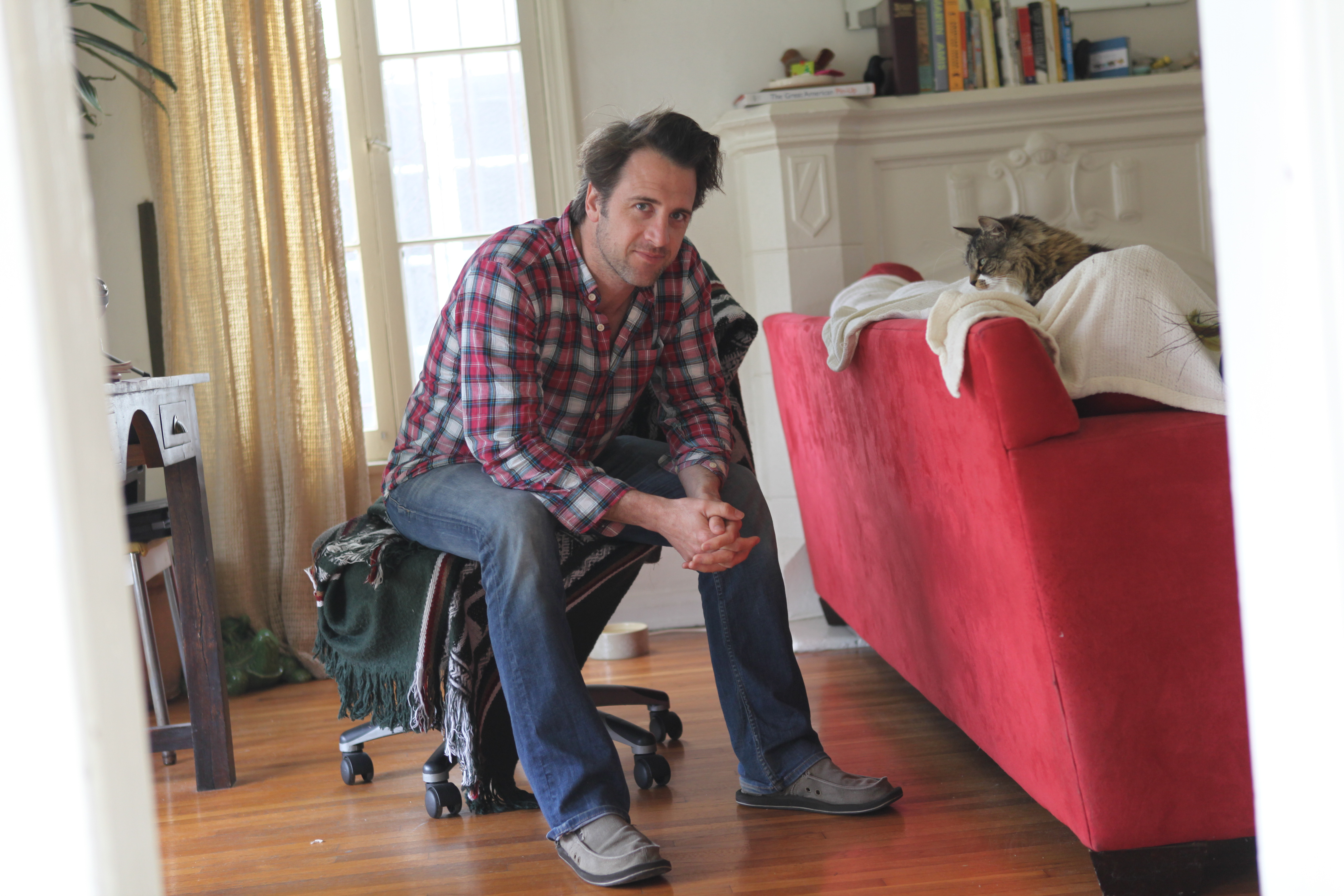

카터 로이(Carter Roy)는 미국의 배우, 텔레비전 배우이다.
보즈먼에서 태어났다.

## 영화
- 라이딩 페이스 (2017년)
- 엄브렐라 맨 (2016년)
- 파운드 푸티지 3D (2016년)
- 레퓨지 (2013년) - 잭 역
- 추즈 (2011년)
- 러버스 레인 (1999년)